# ネットワークインフォメーションセンター
ネットワークインフォメーションセンター（NIC）は、インターネットの Domain Name System の一部を担う組織である。ドメイン名レジストリ（domain name registry）と呼ばれるトップレベルおよびセカンドレベルのドメイン名のデータベースを維持管理し、ドメイン名からIPアドレスに変換するためのゾーンファイルを生成する。各トップレベルドメインにはそれぞれの NIC が存在し、ドメイン名割り当ての方針を制御し、トップレベルドメインを技術面で運営している。なお、NICをレジストリとも呼ぶ。レジストリとレジストラは区別されることもある。
ドメイン名の管理は階層構造になっており、ルートサーバ内のデータを管理することでDNSツリーのトップを管理しているのが Internet Assigned Numbers Authority (IANA) である。IANAはまた、国際的機関の使用する .int やプロトコル管理用途の .arpa、root-servers.net といった重要なゾーンを運営している。
IANAは他の全てのドメイン名の権限を地域インターネットレジストリやベリサインなどの他のレジストリに委譲している。
国別コードトップレベルドメイン (ccTLD) の権限は、ドイツではDENIC、イギリスではNominet、日本ではJPNICなど、国別インターネットレジストリに委譲されている。なお、日本ではドメイン名登録の管理業務はJPNICから日本レジストリサービスに移管され、NICとレジストリが分離されている。

## 運営
一部のNICは政府が運営している（例えば、スリランカの nic.lk など）。また、複数のインターネットサービスプロバイダが共同運営している場合 (DENIC)、非営利団体が運営している場合 (Nominet) などがある。アメリカの場合 (nic.us) のように営利企業が運営する場合もある。
割り当てられたドメイン名は、WHOISシステムおよびDNSサーバ経由で検索できるようNICがドメイン名レジストリに登録する。
スイスのSWITCHのようにNIC（レジストリ）が直接ドメイン名を販売することもあるが、多くの場合NICとドメイン名販売は分けられている。例えば、.com TLD はベリサインに公定価格で「卸売り」され、個々のレジストラ（ローカルインターネットレジストリ）がベリサインから購入して一般に販売している。
ドメイン登録料はレジストラによって異なる。

## 方針

### 割り当て方針
歴史的に先願主義（早い者勝ち）でドメイン名登録が運営されてきたが、政治・宗教・歴史・法律・文化などの理由で特定のドメイン名の登録が却下されることがあった。
例えばアメリカでは1996年から1998年まで、InterNICが卑猥な言葉の一覧を作り、それとマッチしたドメイン名登録申請を自動的に却下していた。
レジストリは担当地域で関心の高い問題を扱うこともある。例えば、ドイツ、日本、ポーランドのレジストリはASCII以外のその地域の文字セットを使えるよう国際化ドメイン名を導入した。

### 紛争処理方針
ICANNレジストラによって登録されたドメイン名は、一般に統一ドメイン名紛争処理方針 (UDRP) に従う必要があるが、ドイツのDENICではドイツの民事裁判で決着することを要求しており、イギリスのNominetでは知的財産権などの紛争を独自の紛争処理サービスで扱う。

## サードレベルドメイン
ドメイン名レジストリは、セカンドレベルドメインを属性型あるいは地域型ドメインとし、サードレベルドメインをユーザーに割り当てることもある。ドイツ (.de) ではその方式を採用していない。フランス (.fr) では属性型のセカンドレベルドメインを採用しているが、日本と同様セカンドレベルドメインを登録することも可能である。イギリス (.uk) では、属性型のセカンドレベルドメイン（.co.uk や .org.uk など）が必須であり、ユーザーはサードレベルドメインしか登録できない。
ccTLDの多くは、当初はサードレベル以上のドメイン名のみ登録を許可していたが、セカンドレベルの登録を許すようになってきた。例えば、.jp（2001年2月から）、.us（2002年4月から）、.mx（2009年5月から）、.co（2010年3月から）などがある。

## ドメインハックにおけるレジストリ
ドメインハックを利用したセカンドレベルのドメイン名を登録したものが、サードレベルドメインのレジストリとして活動する場合がある。例えば、.fami.ly へのサードレベルドメインの登録はリビア (.ly) のNIC (LYNIC, GPTC) に対してではなく、.fami.ly の登録者によって行われる。

## NICハンドル
NICハンドルとは、NICで管理されているデータベースのエントリを識別するユニークな英数字文字列である。新たなドメイン名を登録するとき、登録者にNICハンドルが割り当てられ、それがそのドメイン名に関する情報（登録者名、電子メールアドレスなど）と結び付けられる。ドメイン名が登録された後は、そのNICハンドルを指定することでデータベース内のレコードを検索することが可能となる。